# Dactyliandra
Dactyliandra är ett släkte av gurkväxter. Dactyliandra ingår i familjen gurkväxter.
Kladogram enligt Catalogue of Life:
| Dactyliandra | \| \| Dactyliandra stefaninii \| \| \| \| \| \| Dactyliandra welwitschii \| \| \| \| |
|              | \| \| Dactyliandra stefaninii \| \| \| \| \| \| Dactyliandra welwitschii \| \| \| \| |
|              | Dactyliandra stefaninii                                                              |
|              |                                                                                      |
|              | Dactyliandra welwitschii                                                             |
|              |                                                                                      |